# Lori Carr
Pour les articles homonymes, voir Carr.
Lori Carr est une femme politique provinciale canadienne de la Saskatchewan. Elle représente à titre de députée du Parti saskatchewanais la circonscription d'Estevan de 2016 à 2024 et d'Estevan-Big Muddy depuis 2024.

## Carrière politique
Elle fait son entrée dans le cabinet de Scott Moe en août 2019 à titre de ministre des Autoroutes et des Infrastructures. L'année suivant en 2019, elle est transférée au ministère des Relations gouvernementales et des Premières nations, des Métis et des Affaires nordiques.